# Захаров Михайло Васильович
Михайло Васильович Захаров (рос. Михаил Васильевич Захаров; нар. 12 червня 1937 — пом. 15 січня 2004) — радянський футболіст та тренер, виступав на позиції нападника.

## Життєпис
У командах майстрів дебютував у 1957 році в складі ярославського «Хіміка». У 1959 році грав за «Труд» (Тула). У 1960-1962 і 1964-1969 роках виступав за «Знамя Труда» (Орєхово-Зуєво), в 1962 році, будучи капітаном команди, дійшов до фіналу Кубка СРСР. Єдиний сезон у вищому дивізіоні — першій підгрупі класу «А» — провів у 1963 році в складі донецького «Шахтаря», за який зіграв 13 матчів.
Після закінчення кар'єри гравця залишився працювати в «Знамені Труда» тренером (1970-1975, 1976-1979), а в 1976-1979 роках був старшим тренером команди. У 1983 році очолив заводську команду «Сатурн» (Раменське), в 1987 і 1989-1990 роках був головним тренером у другій лізі. До 1994 року працював тренером, а з 2002 року — адміністратором команди. Раптово помер у січні 2004 році на 67-му році життя.